# حصن لارجس
حصن لارجس، هو موقع دفاعي تاريخي في ضاحية تابيرو الساحلية بالقرب من ميناء  اديلايد ، جنوب أستراليا ، حوالي 18 كم (11 ميل) شمال غرب مركز مدينة أديلايد.
تم بناء حصن لارجس  كحلقة مدفعية  ساحلية في عام 1885 ، وهي مسؤولة عن الدفاع الساحلي لأديلايد. في الستينيات من القرن الماضي ، تم تغيير الغرض منه لاستخدامه كأكادمية شرطة لشرطة جنوب أستراليا ، وهو الدور الذي قامت به حتى عام 2012. في عام 2014، تم وضع الموقع لإعادة التطوير ، مما أثار الاحتجاجات التراثية. في 2016 من شهر يونيو ، تم الإعلان عن إعادة تطوير الموقع ل 250 منزلاً ؛  سيبقى الحصن كما هو ، مع تحويل مقر الجند إلى شقق وتحويل قاعة التدريب إلى مركز مجتمعي في يونيو 2016.

## التاريخ
في أواخر القرن التاسع عشر ، كانت زيارات السفن الروسية في مياه جنوب أستراليا ذات طبيعة ودية ، لكن بريطانيا رأت أن الحرب الروسية التركية ١٨٧٧-١٨٧٨ كانت كجزء من خطة توسيع محتملة من قبل الإمبراطورية الروسية في الهند ،  ونصحت المستعمرات  الاسترالية بتحديث قدراتها الدفاعية. شوهد عدم كفاية الدفاعات في المستعمرة في عام 1882، عندما أبحرت سفيتلانا إلى منفذ فيليب والقلعة المبنية لم يكن بها بارود لاستخدام مدافعها في رد التحية العسكرية .  تم تكليف ويليام جيرفوا ، وهو مهندس ملكي ، بتحديد القدرات الدفاعية لجميع المستعمرات ، باستثناء غرب أستراليا .  في تقريره ، كان مقتنعًا بأن الإمبراطورية الروسية ستهاجم الشُحن في جنوب أستراليا في محاولة لتدمير الاقتصاد المحلي.  نتيجة لتقرير جيرفوا ، تم بناء حصن جلانفيل و حصن لارجس لحماية ميناء أديلايد.
المقدم بيتر سكراتشلي كان مسؤولاً بشكل أساسي عن تصميم كلاً من حصن لارجس و حصن جلانفيل.  بدأ العمل في عام ١٨٨٢ على ما عُرف لأول مرة باسم مدفعية ميناء أديلايد ، وهي بنفس مواصفات حصن جلانفيل.  تم الانتهاء من مقر الجند  وجدار الدفاع الخلفي في عام ١٨٨٥. تحول التركيز على الدفاع عن ساحل أديلايد إلى حصن لارجس بحلول عام ١٨٨٨. تم تجهيز حصن لارجس  وهي مزودة بمدفعين مخفيين بحجم ٦ بوصات  والتي تفوقت على تسليح جلانفيل. نتيجة لهذا والتغيرات  التي حصلت في ميناء النهر وحركات الشحن ، تجاوز حصن لارجس حصن جلانفيل في الأهمية الإستراتيجية بحلول عام١٨٩٠.   في عام ١٩٨٤ ، تم إدخال الحصن كمكان تراثي حكومي في سجل التراث في جنوب أستراليا.

### مقر الجند وقاعة التدريب
في مايو ١٩٣٩ ، بدأ بناء  مقر الجند من طابقين لوحدات المدفعية المتمركزة في حصن لارجس ، بالإضافة إلى قاعة التدريب لاستخدام القوات الشعبية .  يحتوي مقر الجند على  مطبخ تجاري وغرفة طعام وغرفة الأوامر  وغرفة مقصف  للجيش وغرفة بلياردو وغرف الإدارة . خلال الحرب العالمية الثانية ، تم تركيب مدافع بحرية من طراز Mk VII بحجم 6 بوصات.
عندما احتلت الشرطة حصن لارجس في عام 1961، استمر هذا الترتيب  لعدة عقود، على الرغم من تكييف غرف  مقر الجند في الفصول الدراسية لتدريب الطلاب العسكريين.  في 2015 من شهر أبريل ، تم إدخال مقر الجند وقاعة التدريب  كموقع تراثي للولاية في سجل التراث في جنوب أستراليا.

### أكاديمية الشرطة
في الستينيات، تم تكييف جزء من الحصن الأصلي للاستخدام من قبل أكاديمية شرطة جنوب أستراليا القريبة والتي كانت تُعرف باسم أكاديمية شرطة حصن لارجس ، وهي منشأة التدريب الرئيسية لشرطة جنوب أستراليا. تم وضع أجزاء من موقع الأكاديمية  للبيع في عام ٢٠٠٩  والشروع في بناء مساكن أكاديمية الشرطة الجديدة على جزء من الموقع شرق الحصن القديم مباشرة.  تم إهمال موقع الأكاديمية القديم منذ افتتاح أكاديمية الشرطة الأحدث عام ٢٠١٢.

## إعادة التطوير
في عام 2012، تم بناء مساكن جديدة لأكاديمية الشرطة في الجزء الشرقي من الموقع وفي عام 2014 تم تحديد الجزء الغربي من الموقع ، بما في ذلك المباني الدفاعية التاريخية ، لإعادة تطويره.
اعتبارًا من عام 2016، بقي موقع حصن لارجس في حالة معدلة قليلاً عن حالته الأصلية.  أنفاقها و مدافعها ومناطق تخزينها لا تزال أصلية إلى حد كبير ذكرت صحيفة وقائع في 2015 من شهر مايو التي تنتجها  شركة Renewal SA أن 7.4 هكتار (18 فدانًا) من الأراضي التي سيتم إعادة تطويرها هي مناطق سكنية ، ولكن أي تطوير يجب ألا يعرض الحفاظ على القلعة للخطر و مقر الجند وقاعة التدريب وصيانتها" ، التي تم ذكرها  في الموقع المراد تطويره.
في 2016 من شهر يونيو ، أعلنت Renewal SA عن AVJennings  كمناقصة مفضلة لإعادة تطوير جزء من الموقع لحوالي٢٥٠ منزلًا ، مع تحويل   مقرات الجنود التراثية المدرجة إلى شقق ، وقاعات  التدريب التي سيتم الاحتفاظ بها كمرفق مجتمعي ، و الحصن التاريخي الذي تمتلكه وتديره the National Trust of SA.

## انظر ايضا
حصن جلانفيل